# Joanne Anderson
Pour les articles homonymes, voir Anderson.
Joanne Marie Anderson, née le 7 janvier 1971 à Liverpool,  est une femme politique britannique, membre du Parti travailliste. Elle est maire de Liverpool de 2021 à 2023.

## Biographie
Joanne Anderson décrit avoir grandi à Liverpool dans les années 1980, sous le gouvernement de Margaret Thatcher, comme lui donnant l'impression d'être « au bas de la pile » et qu'elle « ne deviendrait pas grand-chose ».
Joanne Anderson obtient un baccalauréat universitaire en études commerciales à l'université John Moores de Liverpool entre 1996 et 1999. Elle termine actuellement un MBA dans la même université. 

## Carrière politique
Joanne Anderson est élue conseillère municipale du quartier de Princes Park lors d'une élection partielle en octobre 2019 avec 73 % des voix 9,, et siège au comité de l'éducation et des services à l'enfance.
Joanne Anderson devient la candidate du Parti travailliste à la mairie de Liverpool à la suite de l'annonce par le maire sortant Joe Anderson qu'il ne se représenterait pas après son arrestation en décembre 2020,,.
Elle est élue maire avec 59,2 % des voix avec la prise en compte des deuxièmes votes de préférence, faute d'avoir obtenu 50 % des voix au premier tour. Elle est la première femme à être maire de la ville et la première femme noire à être maire directement élue au Royaume-Uni.
Joanne Anderson s'est engagée à faire campagne pour mettre fin à la violence à l'égard des femmes et des filles et mettre en œuvre les recommandations du Caller Report, qui met en évidence de « graves défaillances » dans la direction du conseil municipal de Liverpool.
En 2023, le conseil municipal de Liverpool vote une résolution abolissant le poste de maire.